# Birthday effect
Der Birthday effect (deutsch Geburtstagseffekt) ist ein statistisches Phänomen, bei dem die Wahrscheinlichkeit, dass eine Person stirbt, an oder nahe ihrem Geburtstag zuzunehmen scheint.
Der Effekt wurde in Studien an der Allgemeinbevölkerung in England und Wales, der Schweiz, Ukraine, und den Vereinigten Staaten, sowie an kleineren Populationen wie zum Beispiel Spielern der Major League Baseball festgestellt. Jedoch zeigen die Studien diesen Effekt nicht durchgängig; einige stellen fest, dass die Sterblichkeitsraten von Männern und Frauen im Vorfeld des Geburtstags divergieren, während andere keinen signifikanten geschlechtsspezifischen Effekt feststellen. Hypothesen zur Erklärung des Phänomens beziehen sich auf den erhöhten Alkoholkonsum beziehungsweise psychischen Stress im Zusammenhang mit dem Geburtstag, ein erhöhtes Suizid-Risiko, eine erhöhte Mortalitätssalienz, einen physiologischen Zyklus, der den Körper jährlich schwäche sowie unheilbar kranke Patienten, die versuchen, bis zu ihrem Geburtstag durchzuhalten. Es wurde auch die Vermutung geäußert, dass es sich um ein statistisches Artefakt handeln könnte, vielleicht als Ergebnis von Anomalien bei der Meldung von Todesfällen, der Effekt wurde jedoch auch in Studien beobachtet, in welchen bekannte Anomalien kontrolliert wurden.

## Untersuchungen
Mit der Einführung von Statistiksoftware, die große Datenmengen leicht verarbeiten kann, wurden mehrere große Studien durchgeführt, um zu untersuchen, ob Geburtstage einen Einfluss auf die Sterblichkeit haben. Für die erste groß angelegte Studie wurden die Daten von 2.745.149 Kaliforniern verwendet, die zwischen 1969 und 1990 starben. Nach Korrektur von Störfaktoren wie jahreszeitlich bedingten Todesfällen, elektiven Operationen und am 29. Februar geborenen Personen wurde bei Männern ein signifikanter Anstieg der Sterbefälle in der Woche vor dem Geburtstag und bei Frauen in der Woche nach dem Geburtstag festgestellt – in beiden Fällen erreichte die Sterblichkeit ihren Höhepunkt nicht am Geburtstag, sondern in dessen Nähe. Dieser Effekt war in allen Alters- und Ethnienkohorten gleich.
Eine ähnliche Studie unter 12.275.033 Schweizern ergab die höchste Sterblichkeit am tatsächlichen Geburtstag (17 % über dem erwarteten Wert); der Effekt war bei den über 80-Jährigen am größten. Eine andere Studie mit Schweizer Daten ergab eine Überschreitung von 13,8 % und konnte dies mit bestimmten Ursachen in Verbindung bringen: Herzinfarkt und Schlaganfall (vorwiegend bei Frauen) und Suizid und Unfälle (vorwiegend bei Männern) sowie eine Zunahme der Krebstodesfälle. Unter den 25 Millionen Amerikanern, die zwischen 1998 und 2011 starben, starben 6,7 % mehr Menschen als erwartet an ihrem Geburtstag; der Effekt war an den Wochenenden und bei jungen Menschen am stärksten ausgeprägt – bei den 20- bis 29-Jährigen betrug die Überschreitung mehr als 25 %. Eine noch größere Überschreitung wurde bei der Bevölkerung von Kiew festgestellt, wo sich zwischen 1990 und 2000 unter Männern 44,4 % mehr Todesfälle als erwartet und bei den Frauen 36,2 % mehr als erwartet am Geburtstag ereigneten. Kleinere Studien haben auch einen Geburtstagseffekt innerhalb von Teilpopulationen gezeigt, z. B. bei Spielern der Major League Baseball (MLB) und Personen mit Einträgen in der Encyclopedia of American History.
Große Studien, die sich allein auf Suizidfälle konzentrieren, haben Hinweise auf einen Höhepunkt der Zahl der Suizide an oder kurz nach einem Geburtstag in Dänemark und Ungarn gefunden, nicht aber in Bayern oder Taiwan.
Eine Studie hat ergeben, dass das Selbstmordrisiko für Männer an ihrem Geburtstag größer sein kann.
Andere Studien haben jedoch keine solche Korrelation festgestellt. Eine Studie an der Bevölkerung Dänemarks und Österreichs (insgesamt 2.052.680 Todesfälle über den gewählten Zeitraum) ergab, dass die Lebensdauer zwar tendenziell mit dem Geburtsmonat korreliert, es aber keinen konsistenten Geburtstagseffekt gibt, und dass Menschen, die im Herbst oder Winter geboren wurden, eher in den Monaten sterben, die weiter von ihrem Geburtstag entfernt sind. Eine Studie, die alle Krebstodesfälle in Deutschland von 1995 bis 2009 untersuchte, fand keinen Hinweis auf einen Geburtstagseffekt, wohl aber auf einen verwandten „Weihnachtseffekt“. Eine kleine Studie von Leonard Zusne fand Geburtstagseffekte sowohl bei männlichen als auch bei weiblichen Kohorten, wobei Frauen mit größerer Wahrscheinlichkeit unmittelbar vor und Männer mit größerer Wahrscheinlichkeit unmittelbar nach ihrem Geburtstag starben. Bei einer Durchschnittsbetrachtung der Gesamtbevölkerung wurde aber kein Geburtstagseffekt festgestellt. Das Gleiche wurde bei einer Studie über Sterblichkeitsdaten in England und Wales festgestellt, bei der ein statistisch signifikanter Geburtstagseffekt bei jeder Untergruppe (Männer und Frauen; nie verheiratet, verheiratet, geschieden und verwitwet), aber nicht bei der Gesamtbevölkerung festgestellt wurde.

## Erklärungsansätze

### Alkoholkonsum
Geburtstagsfeiern sind oft mit einem starken Anstieg des Alkoholkonsums verbunden. Rauschtrinken kann das Sterberisiko einer Person durch Alkoholvergiftung, Unfälle und Trunkenheit am Steuer sowie durch die Verschlimmerung bestehender Erkrankungen und ein erhöhtes Suizid-Risiko erhöhen. In den Vereinigten Staaten, wo das gesetzliche Mindestalter für Alkoholkonsum bei 21 Jahren liegt, ist die Sterblichkeitsrate am 21. Geburtstag und am Tag danach sehr hoch, was fast ausschließlich auf einen Anstieg der Unfälle zurückzuführen ist.

### Psychosomatische/psychologische Effekte
Es wurden zwei einander widersprechende Erklärungen vorgebracht, die sich auf psychosomatische Effekte stützen. Einerseits bietet ein Geburtstag ein festes Datum, auf das man sich konzentrieren kann und das unheilbar Kranken ermöglichen kann, bis zu diesem Tag durchzuhalten. Andererseits erinnert ein Geburtstag auch an die Sterblichkeit und bietet die Gelegenheit, auf das eigene Leben zurückzublicken. Nach der Terror-Management-Theorie verursacht dies Stress, der den Tod beschleunigen kann. Die ungleiche Verteilung der Sterblichkeitsrate zwischen Männern und Frauen sowie zwischen erfolgreicheren und weniger erfolgreichen Baseballspielern deutet darauf hin, dass beides beim Geburtstagseffekt eine Rolle spielen könnte: Menschen, die sich auf die öffentliche Sphäre des Lebens konzentriert haben (z. B. karriereorientierte Menschen oder Berufssportler), werden möglicherweise daran erinnert, dass ihre erfolgreichen Tage vorbei sind, während diejenigen, die eher in der privaten Sphäre gelebt haben (z. B. Hausfrauen und Amateursportler), sich stärker bewusst sind, was sie mit dem Tod verlieren werden, und versuchen, sich dem Tod zu widersetzen. Damit verbunden ist der „Effekt des gebrochenen Versprechens“, bei dem eine Person, die unter Suizidgedanken leidet, bis zu einem Geburtstag oder einem anderen bedeutenden Ereignis wartet, um zu sehen, ob sich ihre Lebensumstände verbessern werden.
Das psychosomatische/psychologische Modell würde auch den ähnlichen Anstieg der Krebstodesfälle rund um Feiertage wie Weihnachten erklären, und wird durch die Tatsache gestützt, dass solche Phänomene kulturabhängig zu sein scheinen – es gibt einen Pessach-Effekt bei der jüdischen Gemeinschaft und einen Mittherbstfest-Effekt bei den Chinesen.

### Körperliche Effekte
Es wurde die Vermutung angestellt, dass der Körper neben der circadianen Rhythmik auch einen jährlichen biologischen Rhythmus hat. Vaiserman et al. haben die Vermutung geäußert, dass die klimatischen Bedingungen bei der Geburt als Zeitgeber wirken, der inneren Stress auslöst und das Sterberisiko erhöht.

### Statistische Effekte
Bei der Verarbeitung von Sterbeurkunden ist es möglich, die Felder für das Geburts- und das Sterbedatum zu verwechseln, wodurch sich die Zahl der Urkunden, in denen diese übereinstimmen, erhöhen würde. Außerdem werden in Fällen, in denen das genaue Datum nicht bekannt ist, häufig der 1. und der 15. des Monats als Platzhalter verwendet, was zu einem Überschuss an Geburten und Sterbefällen an diesen Tagen führt. In Studien werden jedoch auch Veränderungen der Sterblichkeitsrate in den Tagen unmittelbar davor und danach festgestellt, die wahrscheinlich nicht durch Anomalien bei der Datenverarbeitung verursacht werden, was darauf hindeutet, dass statistische Artefakte allein den Geburtstagseffekt nicht erklären können.